# Czechów Kąt
Czechów Kąt – wieś w Polsce położona w województwie lubelskim, w powiecie chełmskim, w gminie Rejowiec. Obok miejscowości przepływa niewielka rzeka Rejka, dopływ Wieprza.
| SIMC    | Nazwa  | Rodzaj    |
| ------- | ------ | --------- |
| 0105510 | Zachań | część wsi |

W latach 1975–1998 miejscowość administracyjnie należała do województwa chełmskiego. Od 1 stycznia 2006 wchodzi w skład powiatu chełmskiego (przedtem krasnostawskiego). 
Wieś jest sołectwem w gminie Rejowiec. Według Narodowego Spisu Powszechnego (III 2011 r.) liczyła 143 mieszkańcówi była piętnastą co do wielkości miejscowością gminy Rejowiec. 
Wierni Kościoła rzymskokatolickiego należą do parafii Najświętszej Maryi Panny Królowej Polski w Żulinie.

## Szlaki turystyczne
Przez wieś przechodzi Szlak Stawów Kańskich - Szlak biegnie m.in. wokół Stawów Kańskich, zespołu 7 stawów rybnych o powierzchni około 140 ha w okolicy miejscowości Kanie.